# Pouilley-Français
Pouilley-Français és un municipi francès situat al departament del Doubs i a la regió de Borgonya - Franc Comtat. L'any 2007 tenia 653 habitants.

## Demografia

### Població
El 2007 la població de fet de Pouilley-Français era de 653 persones. Hi havia 240 famílies de les quals 44 eren unipersonals (24 homes vivint sols i 20 dones vivint soles), 82 parelles sense fills, 102 parelles amb fills i 12 famílies monoparentals amb fills.
La població ha evolucionat segons el següent gràfic:
Habitants censats

### Habitatges
El 2007 hi havia 255 habitatges, 246 eren l'habitatge principal de la família, 4 eren segones residències i 5 estaven desocupats. 224 eren cases i 31 eren apartaments. Dels 246 habitatges principals, 206 estaven ocupats pels seus propietaris, 38 estaven llogats i ocupats pels llogaters i 2 estaven cedits a títol gratuït; 2 tenien una cambra, 6 en tenien dues, 30 en tenien tres, 70 en tenien quatre i 138 en tenien cinc o més. 239 habitatges disposaven pel capbaix d'una plaça de pàrquing. A 98 habitatges hi havia un automòbil i a 142 n'hi havia dos o més.

### Piràmide de població
La piràmide de població per edats i sexe el 2009 era:
| Homes | Edats   | Dones |
| ----- | ------- | ----- |
| 0     | 95 o +  | 0     |
| 0     | 90 a 94 | 4     |
| 0     | 85 a 89 | 4     |
| 0     | 80 a 84 | 0     |
| 0     | 75 a 79 | 0     |
| 4     | 70 a 74 | 8     |
| 8     | 65 a 69 | 16    |
| 20    | 60 a 64 | 8     |
| 20    | 55 a 59 | 20    |
| 16    | 50 a 54 | 16    |
| 8     | 45 a 49 | 4     |
| 28    | 40 a 44 | 16    |
| 44    | 35 a 39 | 36    |
| 12    | 30 a 34 | 40    |
| 28    | 25 a 29 | 16    |
| 8     | 20 a 24 | 8     |
| 8     | 15 a 19 | 24    |
| 32    | 10 a 14 | 16    |
| 28    | 5 a 9   | 28    |
| 8     | 0 a 4   | 28    |

## Economia
El 2007 la població en edat de treballar era de 440 persones, 338 eren actives i 102 eren inactives. De les 338 persones actives 324 estaven ocupades (170 homes i 154 dones) i 14 estaven aturades (5 homes i 9 dones). De les 102 persones inactives 33 estaven jubilades, 47 estaven estudiant i 22 estaven classificades com a «altres inactius».

### Ingressos
El 2009 a Pouilley-Français hi havia 262 unitats fiscals que integraven 715 persones, la mediana anual d'ingressos fiscals per persona era de 20.059 €.

### Activitats econòmiques
Dels 15 establiments que hi havia el 2007, 1 era d'una empresa de fabricació d'altres productes industrials, 4 d'empreses de construcció, 3 d'empreses de comerç i reparació d'automòbils, 1 d'una empresa de transport, 1 d'una empresa d'hostatgeria i restauració, 2 d'empreses immobiliàries i 3 d'empreses de serveis.
Dels 4 establiments de servei als particulars que hi havia el 2009, 1 era un taller de reparació d'automòbils i de material agrícola, 1 fusteria, 1 restaurant i 1 agència immobiliària.
L'any 2000 a Pouilley-Français hi havia 6 explotacions agrícoles.

## Equipaments sanitaris i escolars
El 2009 hi havia una escola elemental integrada dins d'un grup escolar amb les comunes properes formant una escola dispersa.

## Poblacions més properes
El següent diagrama mostra les poblacions més properes.